# Бени, Шарль
Шарль Бени (нем. Charles Baehni, 21 августа 1906 — 23 января 1964) — швейцарский ботаник.   

## Биография
Шарль Бени родился в Женеве 21 августа 1906 года.
Бени был директором Ботанического сада Женевы.
Он внёс значительный вклад в ботанику, описав множество видов растений.
Шарль Бени умер 23 января 1964 года.

## Научная деятельность
Шарль Бени специализировался на Мохообразных и на семенных растениях.